# Wunsiedler Brunnenfest
Das Wunsiedler Brunnenfest ist ein traditionelles, jährlich in der Stadt Wunsiedel (Landkreis Wunsiedel im Fichtelgebirge) stattfindendes Fest am Samstag und Sonntag vor Johanni (24. Juni).

## Überblick
Für das Wunsiedler Brunnenfest werden die 35 Brunnen der Stadt festlich geschmückt und bei Einbruch der Nacht illuminiert. Sänger und Musikanten ziehen von Brunnen zu Brunnen und bringen an jedem ein Ständchen dar. Einheimische und Gäste begleiten sie oder wandern in kleinen Gruppen durch die an diesen Tagen für den Verkehr gesperrte Innenstadt, um die einzelnen Brunnen zu besuchen und sich an dem Zusammenklang von Wasser, Blüten und Licht zu erfreuen. Laut Angaben des Bürgermeisters kommen „alljährlich Tausende von Besuchern“ und es sei „neben den Luisenburg-Festspielen (der) wichtigste Werbeträger“ für den Ort. Jedoch wird Wert darauf gelegt, daraus kein jahrmarktartiges Spektakel zu machen. Dem Stadtarchivar Wolfgang Daum zufolge ist das Brunnenfest „trotz Verpflegungsstationen ein stilles Fest.“
Brunnenfeste sind in ganz Deutschland verbreitete, volkstümliche Brauchtumsfeiern unterschiedlicher religiöser, kultischer, stadthistorischer oder legenden- und sagenbehafteter Herkunft. Solche Traditionen werden jedoch besonders intensiv im Süddeutschland und in Bayern gepflegt. Dafür ist Wunsiedel ein hervorstechendes Beispiel. Aus diesem Grund wurde es 2016 von der Deutschen UNESCO-Kommission in das bundesweite Verzeichnis Immaterielles Kulturerbe aufgenommen. Es zählt dort zum Bereich „Gesellschaftliche Bräuche, Rituale und Feste; Wissen und Bräuche in Bezug auf die Natur und das Universum; Formen gesellschaftlicher Selbstorganisation“.

## Geschichte
Das Wunsiedler Brunnenfest hat eine lange Geschichte, wobei man das Entstehungsjahr nicht genau kennt. Man erzählt sich die Sage, dass einmal in einem heißen Sommer die Röhrenbrunnen in den Straßen der Stadt versiegt waren und Menschen und Vieh dadurch großen Mangel litten. Als das Wasser wiederkam, habe man zum Dank Kränze gebunden und die Brunnen damit geschmückt. Was damals nicht bekannt war, ist die Tatsache, dass man damit einen uralten heidnischen Brauch wieder aufleben hatte lassen. Einst glaubte man in ganz Europa, man könne die Geister der Quellen und Gewässer günstig stimmen, wenn man ihnen frische Blumen in magischer Form darbringe.
Es waren die Bürgersleute, die von Jahr zu Jahr am Vorabend von Johanni die Blumenkränze für die Wasserspender banden. Die städtische Obrigkeit dagegen sah solche alten Sitten nicht gerne und versuchte wiederholt das „Brunnenputzen“ zu verhindern, was ihr jedoch nicht gelang. Die Umwohner der einzelnen Brunnen bildeten Brunnengemeinschaften und wetteiferten miteinander in der Verzierung der Wasserkästen. Am 24. Juni 1879 erschien ein Bericht in der lokalen Zeitung Bote aus den sechs Ämtern in
dem es hieß: „Am gestrigen Johannisabend wetteiferten verschiedene Personen an der herkömmlichen Beleuchtung und Decoration sämtlicher hiesiger öffentlicher Brunnen...Da der Abend ein sehr schöner war, bewegte sich auch eine sehr große Menschenmenge auf den Straßen, von einem Brunnen zum anderen ziehend“. Als 1899 die Hochdruckwasserleitung in der Stadt eingerichtet wurde, erzwang es die Bürgerschaft, dass die alten Röhrkästen auf den alten Straßen stehen blieben. Auch heute noch werden bei öffentlichen Bauten oder beim Bau von Privathäusern Brunnen errichtet.

## Die Brunnen im Wunsiedler Stadtgebiet
- Marktplatzbrunnen vor dem Rathaus

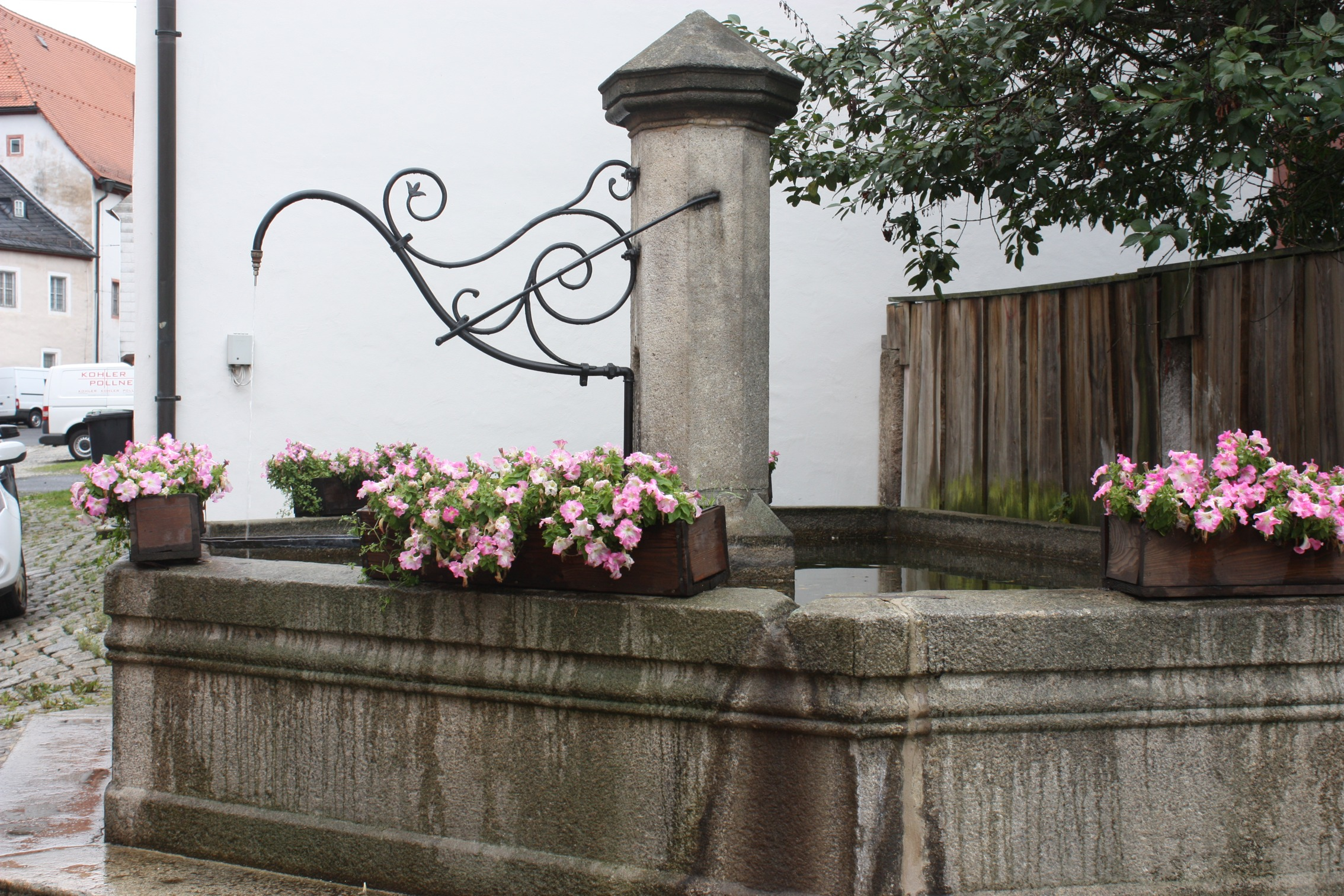
Brunnen in der Siegmund-Wann-Straße

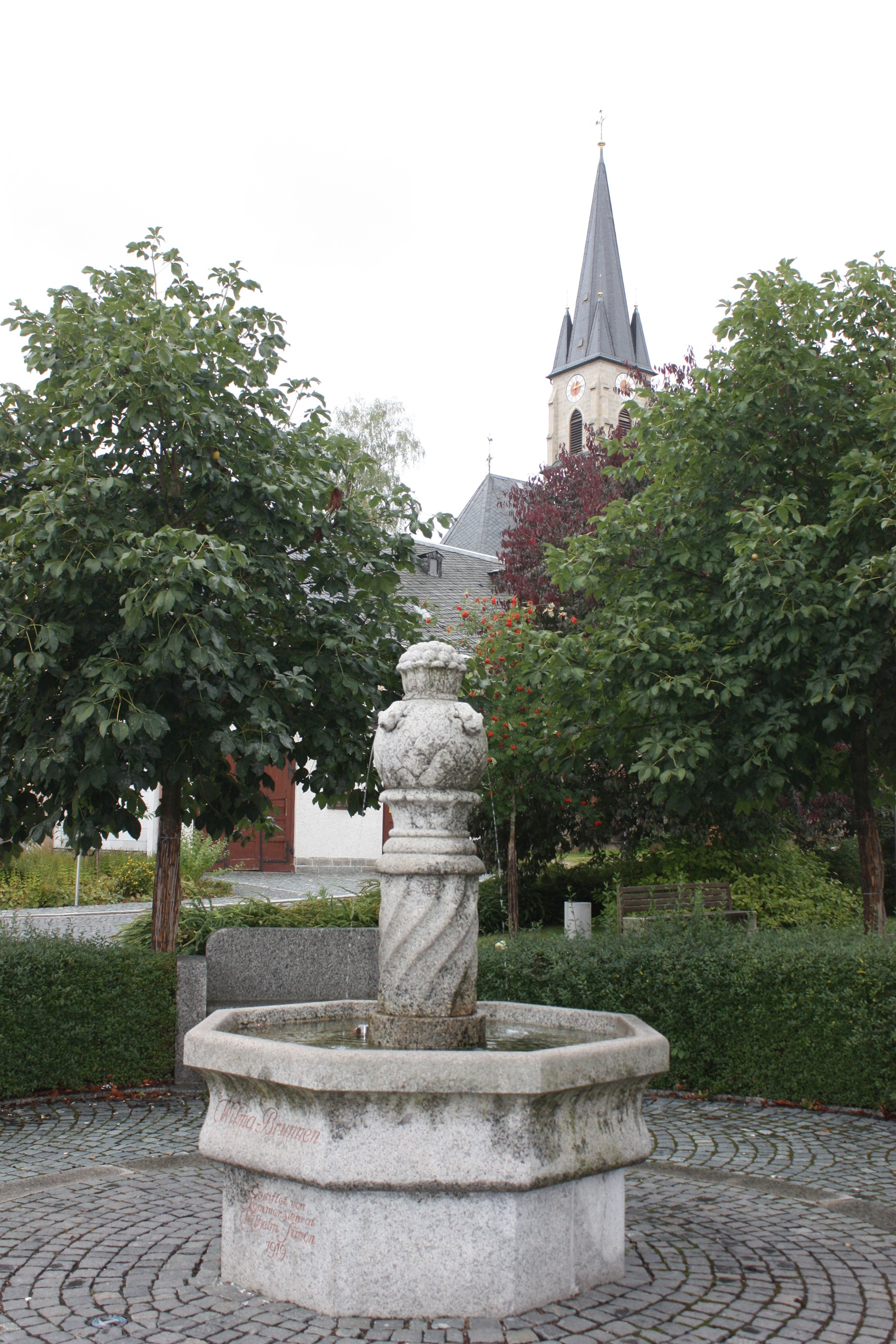
Wilmabrunnen

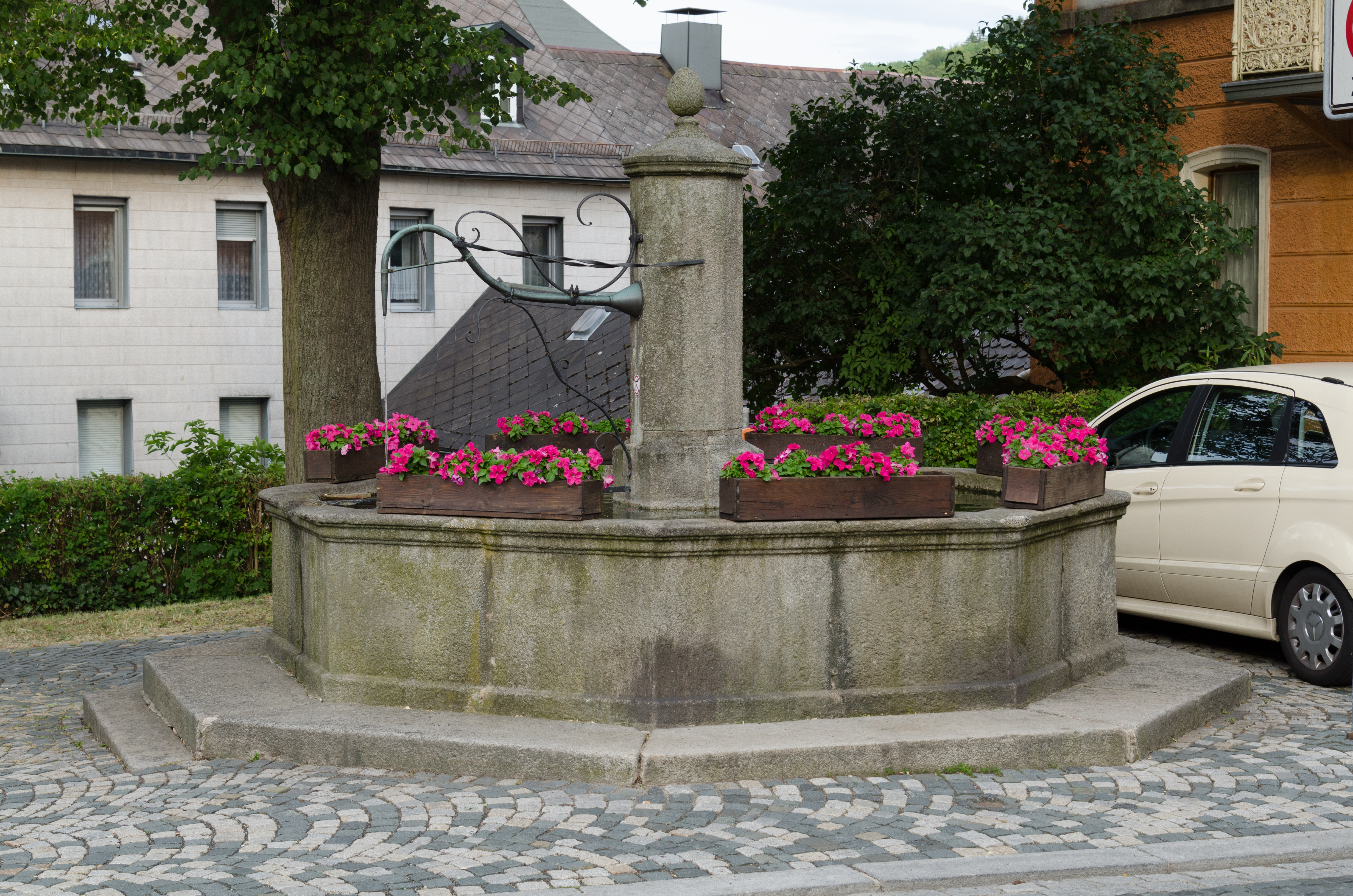
Brunnen in der Kemnather Straße

- Jean-Paul-Brunnen bei der evangelischen Kirche
- Friedensbrunnen in der Maximilianstraße
- Museumsbrunnen im Hof des Fichtelgebirgsmuseums
- Sparkassenbrunnen vor dem Eingang der Sparkasse Hochfranken-Wunsiedel
- Brunnen in der Egerstraße
- Brunnen bei der Sigmund-Wann-Realschule (Nordendstraße)
- Bahnhofsbrunnen nördlich der Sechsämterlandstraße
- Karl-Schmidt-Brunnen in der Sechsämterlandstraße
- Bezirksamtbrunnen in der Bezirksamtstraße
- Brunnen bei der Staatlichen Wirtschaftsschule
- Hofbrünnlein im Hof südlich der Bezirksamtstraße
- Brunnenbuberl an der Sechsämterlandstraße/Maximilianstraße
- Brunnenmäderl an der Sechsämterlandstraße/Maximilianstraße
- Brunnen am Luitpoldplatz
- Brunnen in der Sigmund-Wann-Straße
- Winkelbrunnen
- Brunnen in der Feldstraße
- Koppetentorbrunnen westlich des Koppetentores
- Wilmabrunnen beim Gymnasium
- Brunnen am Gymnasium
- Brunnen im Innenhof des Gymnasiums
- Brunnen in der Koppetentorstraße östlich des Koppetentores
- Gabelmannsbrunnen auf dem Gabelmannsplatz
- Regenbogenbrunnen beim Ludwig-Hacker-Platz
- Fichtelgebirgsbrunnen vor dem Eingang zum Landratsamt
- Künzelsbrunnen am Alten Markt
- Profibrunnen beim Hagebaumarkt (wurde abgebaut und wird nicht mehr erneuert)
- Brunnen Mutter Erde im Schulzentrum Stein/Marktredwitzer Straße
- Kastanienbrunnen an der Straße Am Bahnhof
- Königin-Luise-Brunnen beim ehemaligen Autohaus König in der Luisenburgstraße
- Schülerheimbrunnen An der Bergstraße
- Findlingsbrunnen Waschpark Fichtelgebirge/Kemnather Straße
- Brunnen beim Möbelhaus Unglaub
- Brunnen im Garten der Stadt Volterra
- Blechzinnerbrunnen
- Osmanischer Brunnen beim Landratsamt
- Viehtränke an der Markus-Zahn-Allee
- Sankt-Elisabeth-Brunnen
- Brunnen im Bahnhofspark

Jeder Brunnen, ob ursprünglich für die Wasserversorgung der Bevölkerung errichtet oder in moderner Bauart als Zierbrunnen, hat eine eigene Geschichte.